# Neutorplatz (Dinslaken)
Der Neutorplatz ist einer der großen Plätze in Dinslaken und er liegt im östlichen Teil der Dinslakener Innenstadt.

## Geschichte
Am Neutorplatz befand seit 1884 sich ein Viehmarkt, der viele Jahre in Dinslaken bestand.
Aus hygienischen Gründen musste die Stadt ein festes Gebäude errichten.
Diese Auflage erfüllte sie auf der Hünxer Straße, wo sich seit 1947 Pintsch Bamag befindet.
Der Einbruch der Stückzahl der dort gehandelten Tiere konnte nicht verhindert werden
und der Dinslakener Viehmarkt verlor seine Bedeutung. nicht zuletzt, weil die jüdischen Viehhändler
und ihre Familien aus ganz Deutschland und aus Dinslaken vertrieben, deportiert und getötet wurden.
In der Nachkriegszeit entstand das Kaufhaus Hertie.
Der überwiegende Teil diente als Parkplatz. Insgesamt hatte der Platz eine geringe Aufenthaltsqualität.
2014 wurde die Neutor Galerie als neues Einkaufszentrum eröffnet und auch der Neutorplatz baulich umgestaltet, mit einem neuen Glaspavillon mit Bäcker- und Konditoreifiliale und Cafe. Im Zuge des Errichtung der Neutor Galerie wurde der Neutorplatz zu einem innerstädtischen Platz mit hoher Aufenthaltsqualität umgebaut.
Der Platz wird aufgrund seiner neuen offenen Gestaltung für Märkte, Stadtfeste und ähnliche Veranstaltungen nutzbar.

## Verkehrsanbindungen
Von 1914 bis 1958 führte die Strecke der Straßenbahnlinien Linie 17 Dinslaken Bf – Hiesfeld und Linie 18 Dinslaken Bf – Lohberg direkt am Neutorplatz vorbei.
Derzeit werden die Verkehrsanbindungen mit der Buslinie 17 Dinslaken-Oberlohberg Waldfriedhof – Hiesfeld – Dinslaken Bf – Dinslakener Bruch und mit der Buslinie 19 von Dinslaken-Lohberg – Dinslaken Bf – Averbruch über die Heinrich-Nottebaum-Straße von der NIAG betrieben.